# پت آرواسمیت
پت آرواسمیت (انگلیسی: Pat Arrowsmith؛ زادهٔ ۲ مارس ۱۹۳۰) اهل بریتانیا است. وی نویسنده و از مدافعان صلح است.

## تحصیلات
در یک خانواده روحانی در لیمینگتون اسپانیا متولد شد، آرواسمیت سومین و کوچک‌ترین فرزند خانواده بود. او در کالج زنان چلتنهام تحصیل کرد. در کالج نیوهام در رشته تاریخ تحصیل کرد و سپس به کمبریج رفت و در ادامه تحصیل در رشته علوم اجتماعی به دانشگاه لیورپول و سپس دانشگاه اوهایو رفت و با عنوان محقق ایالات متحده و بریتانیا در مؤسسه فولبرایت به کار پرداخت.

## فعالیت‌های سیاسی
آرواسمیت یکی از بنیانگذاران کمپین خلع سلاح هسته ای بود. او از سال ۱۹۵۸ تاکنون، به دلیل فعالیتهای سیاسی‌اش متحمل ۱۱ سال زندان شده‌است. در سال ۱۹۶۱ به‌دنبال اعتصاب غذا در زندان گیتسید وقتی تلاش کردند به زور به وی غذا بدهند، موضوع آرواسمیت به سوژه سوالات پارلمانی انگلستان تبدیل شد. او همچنین به مدت ۲۴ سال تا سال ۱۹۹۴ برای سازمان حقوق بشر و سازمان عفو بین‌الملل مشغول به کار بوده‌است.

### تلاش برای راهیابی به مجلس
آرواسمیت نامزد ناموفق اتحاد رادیکال، یک گروه انشعابی CND از فولام در انتخابات عمومی سال‌های ۱۹۶۶ و ۱۹۷۰ نامزد شد.
جیمز کالاهان در انتخابات سراسری کاردیف جنوب شرقی در انتخابات پارلمانی سال ۱۹۷۹ به عنوان یک نامزد از حزب اتحاد و اتحاد سوسیالیست تروتسکی در برابر نخست‌وزیر پیشین طی سخنرانی‌اش پیشنهاد کرد که آرواسمیت در صورت امکان به پارلمان دعوت شود تا پلتفرم خویش را به مجلس بیاورد، این درحالی بود که هوادارانش و سایر نامزدها از سالن خارج می‌شدند. با این حال، سخنرانی کوتاه او در بی‌بی‌سی پخش شد. وی خواستار خروج نیروهای بریتانیایی از ایرلند و انتخاب او برای مردمش بود.

## آثار

### رمان و خاطرات
نوشته‌های او شامل خاطراتی است شامل:
- از خاطرات اولیه، داستان و شعر او تحت عنوان «آیا باید من قطاری با شاخهایش می‌بودم»(۱۹۹۵)،
- رمانهای نوجوان مانند کمپ کریستوفر (۱۹۴۹)،
- جریکو (۱۹۶۵)، جایی مثل این (۱۹۷۰)،
- بسیاری (۱۹۹۸) و
- زندانی (۱۹۸۲)،

### کتاب‌های غیر سیاسی
- «آسیا در صلح» (۱۹۷۲)،
- «نه زندگی» (۱۹۹۰) و
- «رنگ شش مدرسه» (۱۹۷۲)

### شعر مصور
کارهای شعر مصور مانند:
- «برک آوت» (۱۹۷۵)،
- بر روی (۱۹۸۱)،
- نازک ایکس: اشعار صلح (۱۹۸۴) و
- طراحی به انقراض (۲۰۰۰).